# Грабовчик
Грабовчик або Грабівчик  (словац. Hrabovčík) — село в Словаччині, Свидницькому окрузі Пряшівського краю. Розташоване в північно-східній частині Словаччини в Низьких Бескидах в долині однойменної річки, що є притокою Ондави.
Уперше згадується у 1548 році.

## Пам'ятки
У селі є парафіяльна греко-католицька церква святого Архангела Михаїла з 1812 року. Перебудована у 1969, 1996 та 1999-2000 роках. З 1988 року національна культурна пам'ятка.

## Населення
| Рік:            | 1993 | 2003    | 2013    | 2023    |
| --------------- | ---- | ------- | ------- | ------- |
| Кількість осіб: | 295  | 323     | 344     | 327     |
| Різниця:        |      | +9,49 % | +6,50 % | -4,94 % |

| Рік:            | 2022 | 2023    |
| --------------- | ---- | ------- |
| Кількість осіб: | 328  | 327     |
| Різниця:        |      | -0,30 % |

В селі проживає 322 осіб.
Національний склад населення (за даними останнього перепису населення — 2001 року):
- словаки — 84,80%
- русини — 8,81%
- українці — 5,78%

Склад населення за приналежністю до релігії станом на 2001 рік:
- греко-католики — 81,16%,
- православні — 10,33%,
- римо-католики — 6,08%,
- не вважають себе віруючими або не належать до жодної вищезгаданої церкви- 2,12%